# Warren Treadgold
Warren Treadgold (né le 30 avril 1949 à Oxford, en Angleterre) est un byzantiniste américain.

## Biographie
Détenteur d'un PhD obtenu à l'université Harvard en 1977. Il est professeur d'études byzantines à l'université de Saint-Louis, spécialisé dans l'histoire politique, militaire et administrative de l'Empire byzantin. Parmi ses ouvrages, il a écrit en 1988 The Byzantine Revival, 780-842 (La Renaissance byzantine, 780-842), défendant le principe d'une renaissance politique, économique et culturelle de l'Empire byzantin après le premier iconoclasme jusqu'au retour de l'orthodoxie en 842, soit avant la période faste du IXe siècle. Son principal livre reste  A History of the Byzantine State and Society publié en 1997 (Une histoire de l'État et de la société byzantine) qui a pour ambition de prendre la suite de l'ouvrage de référence de Georg Ostrogorsky, L'Histoire de l'État byzantin, reprenant le cadre classique d'une histoire événementielle principalement centrée sur l'évolution politique et militaire de l'Empire plus que sur l'histoire des mentalités. Au-delà de ces ouvrages présentant l'évolution générale du monde byzantin, l'histoire militaire de l'Empire byzantin est l'un des domaines de spécialisation de Warren Treadgold qui a livré une synthèse de près d'un millénaire d'histoire avec son livre Byzantium and its Army, 284-1081 (1995) (Byzance et son armée, 284-1081), allant des réformes de Dioclétien qui transforment l'armée romaine au début du règne d'Alexis Ier Comnène, lui-même porteur de réformes militaires d'envergure. Au-delà de l'histoire militaire proprement dite, il détaille les rapports entre l'armée et la société et tente d'établir les chiffres plus ou moins précis des effectifs et du budget de l'armée byzantine au travers d'une analyse détaillée des sources, ou encore de décomposer les unités composant l'armée, non sans se heurter à des difficultés méthodologiques qui fragilisent parfois la pertinence de certaines données.

## Ouvrages
- Warren Treadgold, A History of the Byzantine State and Society, Stanford University Press, 1997
- Warren Treadgold, The Byzantine Revival, 780-842, Stanford University Press, 1988
- Warren Treadgold, Byzantium and its Army, 281-1081, Stanford University Press, 1996
- Warren Treadgold, A Concise History of Byzantium, Stanford University Press, 2000